# Alfréd Radok
Alfréd Radok (Koloděje nad Lužnicí, Bohèmia, 17 de desembre de 1914 – Viena, 22 d'abril de 1976) va ser un director de cinema txec.

## Biografia
Fou alumne d'Emil František Burian. Malgrat ser jueu per part de pare, quan els nazis van ocupar Bohèmia es va quedar al país per petició de Burian, i quan aquest fou deportat el 1941 va malviure en petites ocupacions arreu del país.
Va treballar com a director d'escena al Teatre Nacional de Praga del 1948 al 1949, i novament del 1966 al 1968. El Cop d'estat a Txecoslovàquia de 1948 el va relegar de la seva feina i el va impulsar a fer gires per províncies amb la companyia ambulant Vesnické divadlo. Malgrat se mal considerat per les autoritats, el 1956 fou un dels encarregats de preparar el pavelló txecoslovac per a l'Exposició Universal de Brussel·les, juntament amb el seu germà Emil Radok, Miloš Forman i l'escenògraf Josef Svoboda. Plegats crearen la Lanterna magika, un edifici on es combinaven actors en viu amb projeccions de formes irregulars, tan complex que havia de ser gestionat per un ordinador (enorme). Probablement és la primera vegada que s'utilitza la informàtica al teatre, des del principi com un dels elements decisius. El ressò obtingut li va permetre treballar al Tylovo divadlo, on va representar obres d'autors occidentals com Romain Rolland i John Osborne i va dirigir algunes pel·lícules.
Després de la invasió soviètica de Txecoslovàquia que va acabar amb la primavera de Praga (agost de 1968) va emigrar a Suècia. Tot i que fou ben rebut, no arribà a acords per treballar al país. Va fer alguns treballs a Alemanys i a Àustria fins a la seva mort el 1976. Considerat un dels més grans directors de teatre txecs, es va constituir en honor seu el Premi Alfréd Radok.
Casat amb Marie Radoková (1922-2003), va tenir un fill, David, també director, i una filla, Barbara.

## Filmografia
- 1947 Parohy
- 1948 Daleká cesta
- 1948 Divotvorný klobouk)
- 1956 V pasti
- 1956 Dědeček automobil
- 1960 Laterna magika II.
- 1964 Parohy
- 1964 Šach mat
- 1964 Podivné příběhy pana Pimpipána